# Luke Maye
Luke David Maye (Cary, 7 marzo 1997) è un cestista statunitense.

## Statistiche

### College
| Anno       | Squadra             | PG  | PT | MP   | TC%  | 3P%  | TL%  | RP   | AP  | PRP | SP  | PP   |
| ---------- | ------------------- | --- | -- | ---- | ---- | ---- | ---- | ---- | --- | --- | --- | ---- |
| 2015-2016  | N. Carol. Tar Heels | 33  | 0  | 5,4  | 39,0 | 28,6 | 42,9 | 1,7  | 0,2 | 0,1 | 0,1 | 1,2  |
| 2016-2017† | N. Carol. Tar Heels | 35  | 1  | 14,1 | 47,9 | 40,0 | 57,9 | 3,9  | 1,2 | 0,4 | 0,2 | 5,5  |
| 2017-2018  | N. Carol. Tar Heels | 37  | 37 | 32,2 | 48,6 | 43,1 | 62,4 | 10,1 | 2,4 | 1,0 | 1,0 | 16,9 |
| 2018-2019  | N. Carol. Tar Heels | 36  | 36 | 30,9 | 43,0 | 28,8 | 77,4 | 10,5 | 2,3 | 0,6 | 0,6 | 14,9 |
| Carriera   | Carriera            | 141 | 74 | 21,1 | 46,0 | 36,1 | 67,5 | 6,7  | 1,6 | 0,5 | 0,5 | 9,9  |

## Palmarès
- Campione NCAA (2017)
- Liga catalana: 1

Manresa: 2021